# Derrick Kakooza
Derrick Kakooza, né le 23 octobre 2002 à Kampala, est un footballeur international ougandais qui joue au poste d'avant-centre.

## Biographie

### Carrière en club
Né à Kampala en Ouganda, Derrick Kakooza est formé par le Police FC, où il commence sa carrière professionnelle.
À la suite de performances remarquées en Coupe d'Afrique des moins de 20 ans, il est annoncé du côté d'Anderlecht en Belgique, mais il rejoint finalement l'équipe lettone de Valmiera.
En 2023, après avoir disputé un match en Coupe de Finlande pour KuPS, Kakooza rejoint l'équipe de première division égyptienne de l'ENPPI.

### Carrière en sélection
International avec les moins de 20 ans de l'Ouganda, il prend part à la CAN de la catégorie en 2021,.
Il joue six matchs et marque cinq buts lors de cette compétition, qui voit l'Ouganda atteindre la finale, où il s'incline face au Ghana,. Meilleur buteur, il fait partie des révélations du tournoi, figurant notamment dans le onze-type aux côtés de joueurs comme Abdul Fatawu ou Joffrey Bazié.
En mars 2022, Derrick Kakooza est convoqué pour la première fois avec l'équipe senior d'Ouganda. Il honore sa première sélection le 25 mars 2022.

## Palmarès
Ouganda -20 ans
- Coupe d'Afrique des nations
  - Finaliste en 2021

### Distinctions personnelles
- Meilleur buteur de la Coupe d'Afrique des nations des moins de 20 ans 2021

- Membre de l'équipe type de la Coupe d'Afrique des nations des moins de 20 ans en 2021